# Farrah Fawcett
Farrah Leni Fawcett (Corpus Christi, Texas, 1947. február 2. – Santa Monica, Kalifornia, 2009. június 25.) amerikai színésznő. 
Legismertebb szerepe Jill a Charlie angyalai című sorozatból. 1973–1982 között férjezett nevén, Farah Fawcett-Majorsként szerepelt.

## Élete
Farrah Leni Fawcett néven született 1947. február 2-án a Texas állambeli Corpus Christiben. Szépségversenyek sorát nyerte meg, de neve és arca akkoriban kezdett ismertté válni, amikor a hatvanas évek végétől egyre több show-műsorba hívták meg vendégként. Karrierjének felívelését segítette, hogy az őt vörös fürdőruhában ábrázoló poszter egész Amerika férfilakosságának körében óriási sikert aratott. A poszter több mint tizenkétmillió példányban kelt el. Az 1970-es években a mexikói Superior sör reklámalakjaként („Rubia Superior”) vált ismertté, majd 1976-tól kezdve három szezonon keresztül a Charlie angyalai című tévésorozat legnépszerűbb sztárja volt, ám amikor a sorozatot befejezték, hírnevét nem tudta első vonalbeli nagyjátékfilm-szerepekre váltani Hollywoodban. Leghíresebb alakítását az 1986-os Elszabadult indulatok című thrillerben nyújtotta. E szerepéért Golden Globe-díjra is jelölték. Ezen kívül szerepelt még a Hármas számú űrbázis, a Logan futása, a Reggel találkozunk, valamint az Ágyúgolyó futam 1 című filmben. Utolsó jelentősebb szerepét 2000-ben kapta, Robert Altman Dr. T és a nők című filmjében, amelyben Richard Gere feleségét alakította.

### Magánélete
1973 és 1982 között Lee Majors tévésztár felesége volt, ebben az időszakban nevét Farrah Fawcett-Majorsre változtatta. 1982-től Ryan O’Neal volt az élettársa, akitől egy fia is született 1985-ben. Pár nappal a halála előtt O’Neal – immár többedszer – megkérte a kezét, de összeházasodni már nem tudtak.

### Halála
A halál hatvankét éves korában érte a Santa Monica-i St. John's kórházban, utolsó pillanataiban élettársa, Ryan O’Neal és barátnője, Alana Stewart voltak vele. Fawcettnél három évvel korábban állapították meg, hogy végbélrákja van. Akkor műtéttel és kemoterápiával daganatmentesnek nyilvánították, ám a rák később mégis átterjedt a májára is. Halálát is ez a betegség okozta. Fawcett ügynöke 18 órával a halál beállta előtt a Twitteren keresztül tudatta a világgal, hogy a színésznőnek már nincsenek fájdalmai és megkapta az utolsó kenetet. A rákkal való küzdelméről szóló Farrah's Story-t egy hónappal halála előtt adta le az NBC amerikai tévécsatorna. A kétórás szomorú dokumentumfilmet több mint kilencmillióan nézték Amerikában.

## Filmográfia

### Film
| Év   | Magyar cím                   | Eredeti cím                                                 | Szerep                           | Magyar hang       |
| ---- | ---------------------------- | ----------------------------------------------------------- | -------------------------------- | ----------------- |
| 1969 | Egy férfi, aki tetszik nekem | Love Is a Funny Thing                                       | Patricia                         | Urbán Erika       |
| 1969 | Egy férfi, aki tetszik nekem | Love Is a Funny Thing                                       | Patricia                         | Kökényessy Ági    |
| 1970 |                              | Myra Breckinridge                                           | Mary Ann Pringle                 |                   |
| 1976 | Logan futása                 | Logan's Run                                                 | Holly 13                         | Balogh Erika      |
| 1976 | Logan futása                 | Logan's Run                                                 | Holly 13                         | Incze Ildikó      |
| 1978 | Aki halt, aki nem            | Somebody Killed Her Husband                                 | Jenny Moore                      |                   |
| 1979 | Egy majdnem tökéletes kaland | An Almost Perfect Affair                                    | önmaga (stáblistán nem szerepel) |                   |
| 1979 | Leégve                       | Sunburn                                                     | Ellie                            |                   |
| 1980 | Hármas számú űrbázis         | Saturn 3                                                    | Alex                             | Kovács Nóra       |
| 1981 | Ágyúgolyó futam              | The Cannonball Run                                          | Pamela Glover                    | Kovács Nóra       |
| 1981 | Ágyúgolyó futam              | The Cannonball Run                                          | Pamela Glover                    | Tóth Enikő        |
| 1986 | Elszabadult indulatok        | Extremities                                                 | Marjorie                         | Kiss Mari         |
| 1986 | Elszabadult indulatok        | Extremities                                                 | Marjorie                         | Zborovszky Andrea |
| 1989 | Reggel találkozunk           | See You in the Morning                                      | Jo Livingstone                   | Bodor Böbe        |
| 1995 | Ki az úr a háznál?           | Man of the House                                            | Sandy Archer                     | Kovács Nóra       |
| 1997 | Az apostol                   | The Apostle                                                 | Jessie Dewey                     |                   |
| 1997 |                              | The Lovemaster                                              | Craig álomrandija                |                   |
| 1997 |                              | Playboy: Farrah Fawcett, All of Me                          | önmaga                           |                   |
| 1998 |                              | The Brave Little Toaster Goes to Mars                       | Faucet (hangja)                  |                   |
| 2000 |                              | The Flunky                                                  | önmaga                           |                   |
| 2000 | Dr. T és a nők               | Dr. T & the Women                                           | Kate Travis                      | Vándor Éva        |
| 2004 |                              | The Cookout                                                 | Mrs. Crowley                     |                   |
| 2008 |                              | A Wing & a Prayer: Farrah's Fight for Life (dokumentumfilm) | önmaga                           |                   |

### Televízió

#### Tévéfilm
| Év   | Magyar cím                    | Eredeti cím                                         | Szerep                | Magyar hang |
| ---- | ----------------------------- | --------------------------------------------------- | --------------------- | ----------- |
| 1969 |                               | Three's a Crowd                                     | stoppos               |             |
| 1971 |                               | The Feminist and the Fuzz                           | Kitty Murdock         |             |
| 1973 |                               | The Great American Beauty Contest                   | T.L. Dawson           |             |
| 1973 |                               | Of Men and Women                                    | fiatal színésznő      |             |
| 1975 |                               | The Girl Who Came Gift-Wrapped                      | Patti                 |             |
| 1975 |                               | Murder on Flight 502                                | Karen White           |             |
| 1981 |                               | Murder in Texas                                     | Joan Robinson Hill    |             |
| 1984 |                               | The Red-Light Sting                                 | Kathy                 |             |
| 1984 | Tűzfészek                     | The Burning Bed                                     | Francine Hughes       | Orosz Helga |
| 1986 |                               | Between Two Women                                   | Val Petherton         |             |
| 1986 | Beate Klarsfeld, a nácivadász | Nazi Hunter: The Beate Klarsfeld Story              | Beate Klarsfeld       |             |
| 1987 | Szegény kis gazdag lány       | Poor Little Rich Girl: The Barbara Hutton Story     | Barbara Hutton        |             |
| 1989 |                               | Double Exposure: The Story of Margaret Bourke-White | Margaret Bourke-White |             |
| 1989 | Ártatlan áldozatok            | Small Sacrifices                                    | Diane Downs           | Kiss Mari   |
| 1992 | Bűnös viselkedés              | Criminal Behavior                                   | Jessie Lee Stubbs     | Frajt Edit  |
| 1994 |                               | The Substitute Wife                                 | Pearl                 |             |
| 1996 |                               | Dalva                                               | Dalva Northridge      |             |
| 1999 |                               | Silk Hope                                           | Frannie Vaughn        |             |
| 2000 | Jövevény                      | Baby                                                | Lily Malone           |             |
| 2001 | Ékszer                        | Jewel                                               | Jewel Hilburn         |             |
| 2003 | Hollywood asszonyai           | Hollywood Wives: The New Generation                 | Lissa Roman           | Takács Kati |
| 2009 |                               | Farrah's Story                                      | önmaga                |             |

#### Sorozat
| Év        | Magyar cím             | Eredeti cím                     | Szerep                                                | Megjegyzések                                                          |
| --------- | ---------------------- | ------------------------------- | ----------------------------------------------------- | --------------------------------------------------------------------- |
| 1969      |                        | Mayberry R.F.D.                 | lány                                                  | 1 epizód                                                              |
| 1969      | Jeannie, a háziszellem | I Dream of Jeannie              | Cindy / Tina                                          | 2 epizód                                                              |
| 1969–1970 |                        | The Flying Nun                  | Miss Preem / Lila                                     | 2 epizód                                                              |
| 1970      | Ármány és szenvedély   | Days of our Lives               | Diana Washburn                                        | 1 epizód                                                              |
| 1970      |                        | The Young Rebels                | Sarah                                                 | 1 epizód                                                              |
| 1970      |                        | The Partridge Family            | szép lány                                             | 1 epizód                                                              |
| 1971      |                        | Owen Marshall: Counselor at Law | Tori Barbour                                          | 2 epizód                                                              |
| 1971      |                        | Inside O.U.T.                   | Pat Boulion                                           | eladatlan próbaepizód                                                 |
| 1973      |                        | The Girl with Something Extra   | Carol                                                 | 1 epizód                                                              |
| 1974      |                        | Apple's Way                     | Jane Huston                                           | 1 epizód                                                              |
| 1974      |                        | Marcus Welby, M.D.              | Laura Foley                                           | 1 epizód                                                              |
| 1974      |                        | McCloud                         | Gloria Jean                                           | 1 epizód                                                              |
| 1974–1976 |                        | Harry O                         | Sue Ingham                                            | 8 epizód                                                              |
| 1974–1978 |                        | The Six Million Dollar Man      | Major Kelly Wood / Trish Hollander / Victoria Webster | 4 epizód                                                              |
| 1975      |                        | S.W.A.T.                        | Miss New Mexico                                       | 1 epizód                                                              |
| 1976      |                        | The Captain and Tennille Show   | önmaga                                                | 1 epizód                                                              |
| 1976–1980 | Charlie angyalai       | Charlie's Angels                | Jill Munroe                                           | - főszereplő - magyar hangja: - Sáfár Anikó - Orosz Anna - Kiss Erika |
| 1977      |                        | The Sonny and Cher Show         | önmaga / egyéb szereplők                              | 2 epizód                                                              |
| 1977      |                        | The Brady Bunch Hour            | önmaga                                                | 1 epizód                                                              |
| 1991      |                        | Good Sports                     | Gayle Roberts                                         | 15 epizód                                                             |
| 1995      | A préri vad gyermekei  | Children of the Dust            | Nora Maxwell                                          | minisorozat                                                           |
| 1997      | Johnny Bravo           | Johnny Bravo                    | önmaga / idős hölgy (hangja)                          | 1 epizód                                                              |
| 1999      | Ally McBeal            | Ally McBeal                     | Robin Jones                                           | 1 epizód                                                              |
| 2001      | Kerge város            | Spin City                       | Claire Simmons bírónő                                 | 4 epizód                                                              |
| 2002–2003 | Őrangyal               | The Guardian                    | Mary Gressler                                         | 4 epizód                                                              |
| 2004      |                        | Intimate Portrait               | önmaga                                                | 1 epizód                                                              |
| 2005      |                        | Chasing Farrah                  | önmaga                                                | 7 epizód                                                              |
| 2006      |                        | Comedy Central Roasts           | önmaga                                                | 1 epizód                                                              |